# 유노사토 유스호스텔

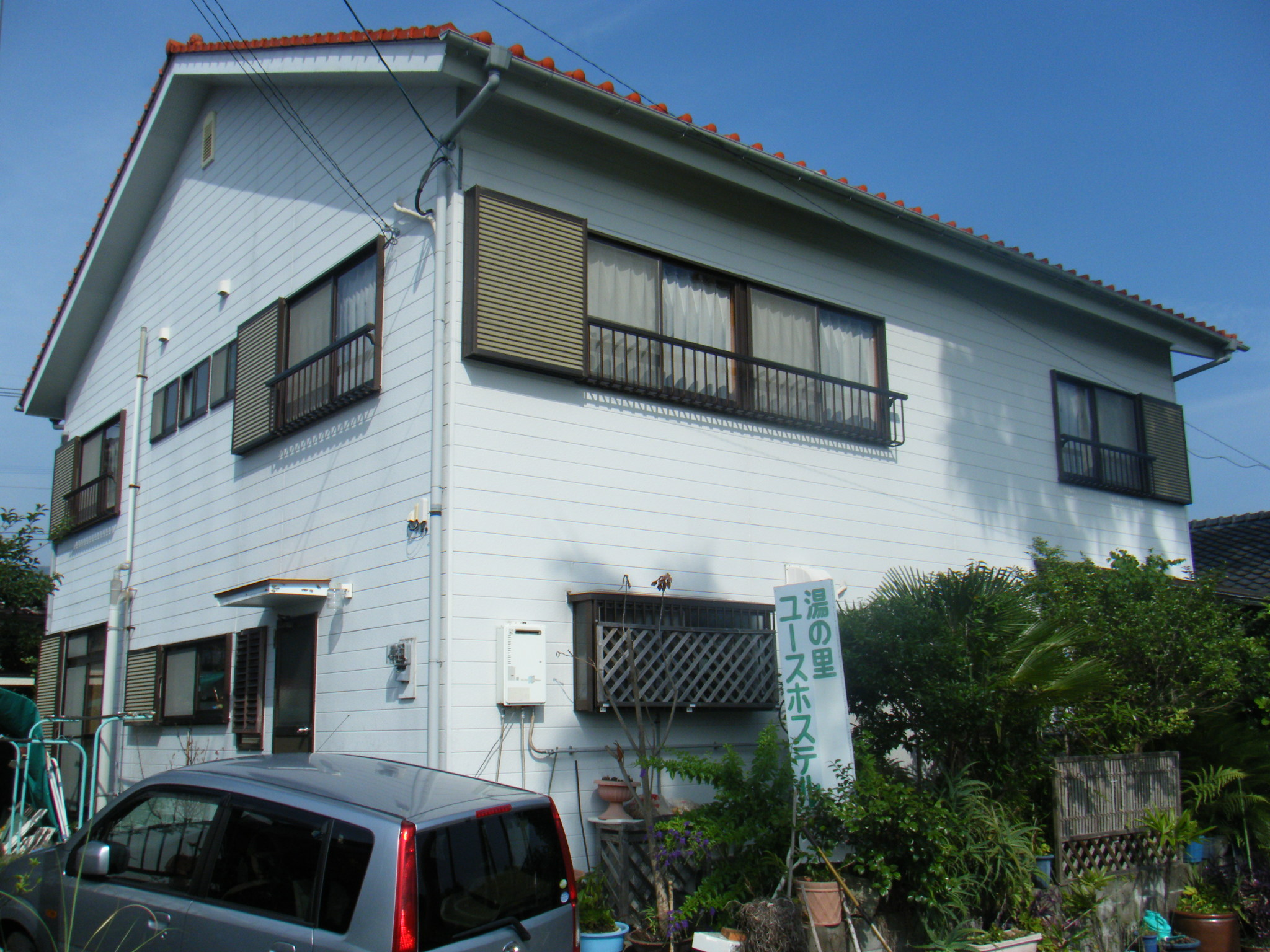
유노사토 유스호스텔

유노사토 유스호스텔(湯の里ユースホステル)는 일본 유스호스텔 협회에 속해있는 유스호스텔로, 가고시마현에 있다.